# Hamburg-Jenfeld
Hamburg-Jenfeld is een wijk in het stadsdistrict Hamburg-Wandsbek van de stad Hamburg. Jenfeld ligt in het oosten van de stad. Het telt 27.640 inwoners.

## Geografie
In het oosten grenst de wijk aan de deelstaatsgrens met Sleeswijk-Holstein, Kreis Stormarn. In het zuiden ligt de grens met de wijk Billstedt in het tracé van de autosnelweg A24, waar zich ook uitrit 2 Hamburg-Jenfeld bevindt. In het westen grenst Jenfeld aan Marienthal en in het noorden aan Rahlstedt en Tonndorf.

### Waterlopen
In het oosten stroomt de Schleemer Bach en de daarin uitmondende Barsbek en in het centrum ontspringt de Jenfelder bach. Alle stromen zij naar de Öjendorfer See.
In het noordwesten ligt een grote vijver in het Jenfelder Moorpark.

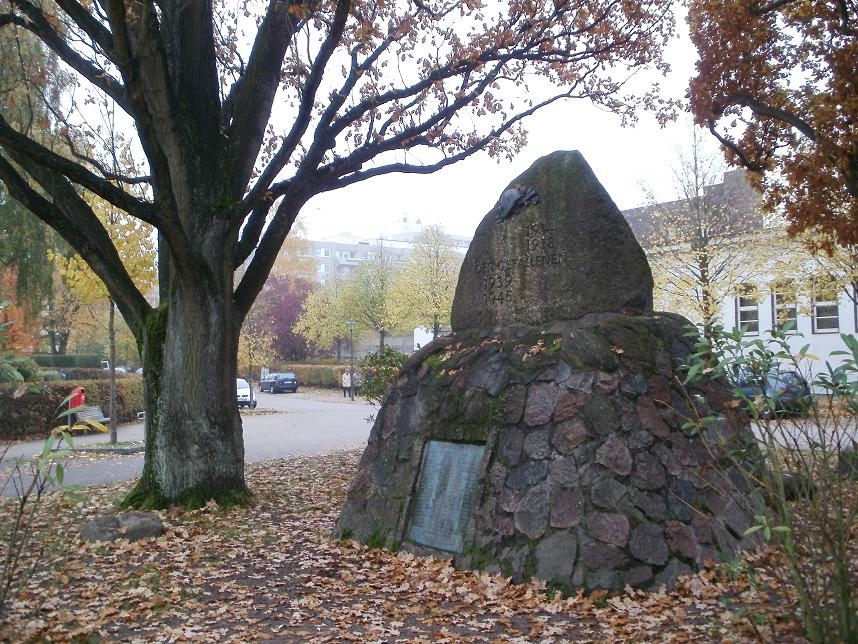
De "Denkstein" in het centrum

## Geschiedenis
Het dorp wordt in 1304 voor het eerst vermeld. Vanaf midden 14e eeuw behoort het toe aan het Klooster Reinbek. Na de reformatie werd dit het Amt Reinbek. Het werd geannexeerd door Pruisen in 1867 en in 1927 ingelijfd bij de stad Wandsbek, die zelf in 1937 werd ingelijfd bij Hamburg.

## Referentie
Bergstedt · Bramfeld · Duvenstedt · Eilbek · Farmsen-Berne · Hummelsbüttel · Jenfeld · Lemsahl-Mellingstedt · Marienthal · Poppenbüttel · Rahlstedt · Sasel · Steilshoop · Tonndorf · Volksdorf · Wandsbek · Wellingsbüttel · Wohldorf-Ohlstedt